# Johannes Thingnes Bø
Johannes Thingnes Bø (Stryn, 16 de mayo de 1993) es un deportista noruego que compite en biatlón; cinco veces campeón olímpico y vientidós veces campeón mundial. Su hermano Tarjei compite en el mismo deporte.
Participó en tres Juegos Olímpicos de Invierno, entre los años 2014 y 2022, obteniendo en total nueve medallas, una de bronce en Sochi 2014 (relevo), tres en Pyeongchang 2018, oro en la prueba individual, plata en el relevo mixto y plata en el relevo masculino, y cinco en Pekín 2022, oro en velocidad, salida en grupo, relevo y relevo mixto y bronce en la prueba individual.
Ganó cuarenta y dos medallas en el Campeonato Mundial de Biatlón entre los años 2015 y 2025.

## Palmarés internacional
| Juegos Olímpicos   | Juegos Olímpicos             | Juegos Olímpicos  | Juegos Olímpicos        |
| Año                | Lugar                        | Medalla           | Prueba                  |
| ------------------ | ---------------------------- | ----------------- | ----------------------- |
| 2014               | Sochi (Rusia)                | Medalla de bronce | Relevo                  |
| 2018               | Pyeongchang (Corea del Sur)  | Medalla de oro    | Individual              |
| 2018               | Pyeongchang (Corea del Sur)  | Medalla de plata  | Relevo                  |
| 2018               | Pyeongchang (Corea del Sur)  | Medalla de plata  | Relevo mixto            |
| 2022               | Pekín (China)                | Medalla de oro    | Velocidad               |
| 2022               | Pekín (China)                | Medalla de oro    | Salida en grupo         |
| 2022               | Pekín (China)                | Medalla de oro    | Relevo                  |
| 2022               | Pekín (China)                | Medalla de oro    | Relevo mixto            |
| 2022               | Pekín (China)                | Medalla de bronce | Individual              |
| Campeonato Mundial |                              |                   |                         |
| Año                | Lugar                        | Medalla           | Prueba                  |
| 2015               | Kontiolahti (Finlandia)      | Medalla de oro    | Velocidad               |
| 2015               | Kontiolahti (Finlandia)      | Medalla de plata  | Relevo                  |
| 2015               | Kontiolahti (Finlandia)      | Medalla de bronce | Relevo mixto            |
| 2016               | Oslo (Noruega)               | Medalla de oro    | Salida en grupo         |
| 2016               | Oslo (Noruega)               | Medalla de oro    | Relevo                  |
| 2016               | Oslo (Noruega)               | Medalla de bronce | Relevo mixto            |
| 2017               | Hochfilzen (Austria)         | Medalla de plata  | Velocidad               |
| 2017               | Hochfilzen (Austria)         | Medalla de plata  | Persecución             |
| 2017               | Hochfilzen (Austria)         | Medalla de plata  | Salida en grupo         |
| 2019               | Östersund (Suecia)           | Medalla de oro    | Velocidad               |
| 2019               | Östersund (Suecia)           | Medalla de oro    | Relevo                  |
| 2019               | Östersund (Suecia)           | Medalla de oro    | Relevo mixto            |
| 2019               | Östersund (Suecia)           | Medalla de oro    | Relevo mixto individual |
| 2019               | Östersund (Suecia)           | Medalla de plata  | Persecución             |
| 2020               | Anterselva (Italia)          | Medalla de oro    | Salida en grupo         |
| 2020               | Anterselva (Italia)          | Medalla de oro    | Relevo mixto            |
| 2020               | Anterselva (Italia)          | Medalla de oro    | Relevo mixto individual |
| 2020               | Anterselva (Italia)          | Medalla de plata  | Persecución             |
| 2020               | Anterselva (Italia)          | Medalla de plata  | Individual              |
| 2020               | Anterselva (Italia)          | Medalla de plata  | Relevo                  |
| 2021               | Pokljuka (Eslovenia)         | Medalla de oro    | Relevo                  |
| 2021               | Pokljuka (Eslovenia)         | Medalla de oro    | Relevo mixto            |
| 2021               | Pokljuka (Eslovenia)         | Medalla de plata  | Relevo mixto individual |
| 2021               | Pokljuka (Eslovenia)         | Medalla de bronce | Persecución             |
| 2023               | Oberhof (Alemania)           | Medalla de oro    | Velocidad               |
| 2023               | Oberhof (Alemania)           | Medalla de oro    | Persecución             |
| 2023               | Oberhof (Alemania)           | Medalla de oro    | Individual              |
| 2023               | Oberhof (Alemania)           | Medalla de oro    | Relevo mixto            |
| 2023               | Oberhof (Alemania)           | Medalla de plata  | Relevo                  |
| 2023               | Oberhof (Alemania)           | Medalla de bronce | Salida en grupo         |
| 2024               | Nové Město (República Checa) | Medalla de oro    | Persecución             |
| 2024               | Nové Město (República Checa) | Medalla de oro    | Individual              |
| 2024               | Nové Město (República Checa) | Medalla de oro    | Salida en grupo         |
| 2024               | Nové Město (República Checa) | Medalla de plata  | Velocidad               |
| 2024               | Nové Město (República Checa) | Medalla de plata  | Relevo                  |
| 2024               | Nové Město (República Checa) | Medalla de plata  | Relevo mixto            |
| 2024               | Nové Město (República Checa) | Medalla de bronce | Relevo mixto individual |
| 2025               | Lenzerheide (Suiza)          | Medalla de oro    | Velocidad               |
| 2025               | Lenzerheide (Suiza)          | Medalla de oro    | Persecución             |
| 2025               | Lenzerheide (Suiza)          | Medalla de oro    | Relevo                  |
| 2025               | Lenzerheide (Suiza)          | Medalla de plata  | Relevo mixto individual |
| 2025               | Lenzerheide (Suiza)          | Medalla de bronce | Salida en grupo         |